# Rudolf Dobovišek
Rudolf Dobovišek slovenski pravnik, politik in književnik, *17. september 1891, Šentjur  † 25. avgust 1961, Celje.
Po gimnaziji v Celju je študiral pravo v Gradcu in na Dunaju. Udeležil se je bojev za severno mejo. Leta 1920 je kot odvetniški kandidat v Šentjurju neuspešno kandidiral za narodnega poslanca na listi Narodno socialistične stranke. V letih 1925–33 je bil odvetnik v Krškem, 1933–41 pa v Celju. Leta 1935 je bil v šmarskem srezu izvoljen za narodnega poslanca na Mačkovi listi. Kot socialdemokrat je zastopal kmečko-delavsko gibanje. 
Med drugo svetovno vojno je bil pregnan v Paraćin. Po vojni ni dobil dovoljenja za odprtje odvetniške pisarne v Šentjurju; do upokojitve je služboval na tamkajšnji občini. 
Bil je vnet gledališčnik; napisal je veseloigro Radikalna kura (1930) in libreta za dve opereti.